# Blanka II. Navarska
Blanka II. (1420. – 1464.) je bila de jure kraljica Navare od smrti svoga brata 1461. godine do svoje smrti 1464. godine. Bila je kći Ivana II. Aragonskog i Blanke I. Navarske.
Bila je udata za Henrika IV. Kastiljskog, ali njihov brak nikada nije konzumiran. Nakon trinaest godina neuspješnog braka Henrik je zatražio i dobio poništenje na osnovi nekonzumiranja braka. Službeni razlog je bilo "vještičarenje" koje je spriječilo Henrika da konzumira svoj brak. Blanka se nakon poništenja braka vratila u svoju domovinu.
Nakon smrti Blanke I. de jure kralj je postao njen i Ivanov sin, Karlo, princ Viane. Ivan II. je, međutim, zadržao krunu za sebe i sinu nikada nije dozvolio preuzeti vlast. Nakon Karlove smrti, za koju je osumnjičena njihova maćeha, Ivana Enríquez, navarski plemići koji nisu bili zadovoljni vladavinom Ivana II., i koji su Karla smatrali zakonskim monarhom, proglasili su Blanku za monarhinju kao Blanku II. Ivan je Blanku, međutim, već bio zatvorio i onemogućio joj preuzimanje vlasti.
Umrla je 1461. godine, a smatra se da je otrovana od strane oca, maćehe ili sestre. Nakon njene smrti Blankina nasljedna prava prešla su njenoj sestri Leonori, koja je nadživjela oca i preuzela de facto vlast nad Navarom.